# Mario Furore
Mario Furore (nascido em 25 de dezembro de 1988, Foggia) é um político italiano eleito membro do Parlamento Europeu em 2019.